# مکان خورشید

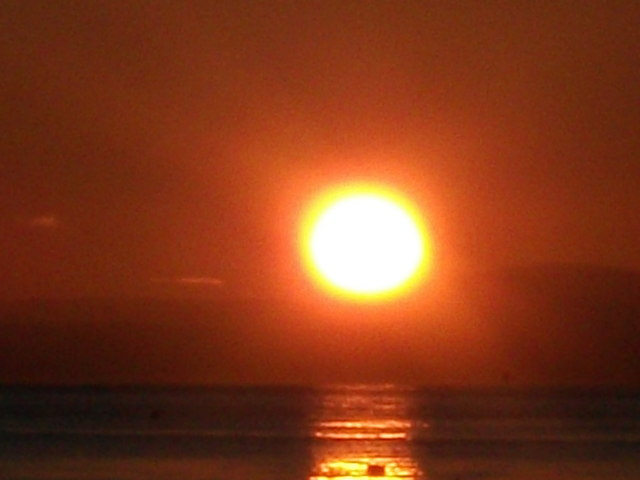
خورشید آن‌گونه که در لاملش، اسکاتلند ۳ ژانویه ۲۰۱۰, در ۸:۵۳ بامداد به وقت محلی دیده می‌شود.

مکان خورشید (انگلیسی: Position of the Sun)، یا موقعیت خورشید در آسمان تابعی از هردوی زمان و دستگاه مختصات جغرافیایی مشاهده بر روی سطح زمین است. در حالی که زمین طی یک سال به دور خورشید می‌چرخد، به نظر می‌رسد که در این مدت خورشید با توجه به ستارگان ثابت روی کره آسمان، در امتداد یک مسیر دایره‌ای به نام دائرةالبروج حرکت می‌کند.
چرخش زمین بر گرد محور خود باعث حرکت روزانه می‌شود، به آن‌گونه که به نظر می‌رسد خورشید در مسیری در آسمان حرکت می‌کند: (مسیر خورشید)، که به عرض جغرافیایی ناظر بستگی دارد. زمان گذر خورشید از نصف النهار ناظر به طول جغرافیایی بستگی دارد.
برای یافتن موقعیت خورشید در یک مکان معین در یک زمان معین، می‌توان در سه مرحله به شرح زیر عمل کرد:
1. موقعیت خورشید را در دستگاه مختصات دائرةالبروجی محاسبه شود،
2. تبدیل به سیستم مختصات استوایی، و
3. برای زمان محلی و موقعیت ناظر به سیستم مختصات افقی تبدیل شود.

این محاسبه در اخترشناسی، ناوبری، نقشه‌برداری، هواشناسی، اقلیم‌شناسی، انرژی خورشیدی و طراحی ساعت آفتابی کاربرد دارد.